# 15045 Walesdymond
15045 Walesdymond è un asteroide della fascia principale. Scoperto nel 1998, presenta un'orbita caratterizzata da un semiasse maggiore pari a 2,7786155 UA e da un'eccentricità di 0,0480414, inclinata di 1,57572° rispetto all'eclittica.